# La gàbia
La gàbia (títol original: La Cage ) és una pel·lícula francesa dirigida per Pierre Granier-Deferre i estrenada el 1975.

El guió és l'adaptació d'una obra de Jack Jacquine. Ha estat doblada al català.

## Argument
Julien i Hélène, divorciats des de fa uns quants anys, han quedat per preparar la venda de la seva casa de camp. En realitat, Hélène ha parat una trampa al seu ex-marit del qual està encara bojament enamorada. Aprofitant un moment de desatenció d'aquest, aconsegueix tancar-lo al subsòl de la casa que ha condicionat com a gàbia per guardar-lo a la seva mercè i esperar convèncer-lo de reprendre una vida comuna. Un cara a cara surrealista s'instaura entre un home segrestat que intenta per tots els mitjans escapar-se i la seva carcellera, amant estremidora però determinada.

## Repartiment
- Lino Ventura: Julien
- Ingrid Thulin: Hélène
- William Sabatier: L'amic
- Dominique Zardi: El carter
- Jean Turlier: L'home gros
- Patrice Melennec: Un bomber